# La Fille de Trieste
Pour plus de détails, voir Fiche technique et Distribution.
La Fille de Trieste (La ragazza di Trieste) est un film italien sorti en 1982. Il est réalisé et scénarisé par Pasquale Festa Campanile selon son propre ouvrage, La ragazza di Trieste, sorti la même année chez Bompiani Editore.

## Synopsis
Le dessinateur Dino Romani croise sur une plage de Trieste la jeune et sculpturale Nicole, qui vient d'être sauvée de la noyade par deux hommes. Nicole rend visite à Dino le jour même à son domicile, où ils font aussitôt l'amour. Dino est fasciné par la beauté de Nicole et la relation entre les deux se poursuit. Cependant, Dino remarque vite des manies bizarres chez Nicole. Elle affectionne la provocation et a tendance à se révéler hystériquement jalouse et autodestructrice. Dino finit par la suivre et découvre que Nicole réside dans une institution psychiatrique. Alors que ses troubles persistent voire s'aggravent, Dino est de plus en plus amoureux d'elle...

## Fiche technique
Sauf indication contraire, les informations mentionnées dans cette section peuvent être confirmées par la base de données cinématographiques IMDb,  présente dans la section « Liens externes ».
- Titre original : La ragazza di Trieste
- Titre français : La Fille de Trieste
- Réalisation : Pasquale Festa Campanile
- Scénario : Ottavio Jemma, Pasquale Festa Campanile d'après son propre roman homonyme publié en 1982[1],[2].
- Photographie : Alfio Contini
- Scénographie : Ezio Altieri
- Montage : Amedeo Salfa
- Musique : Riz Ortolani
- Producteur : Achille Manzotti, Luciano Luna
- Société de production : Faso Film
- Pays de production : 100 %  Italie
- Langue de tournage : italien
- Format : Couleurs - 1,66:1 - son mono - 35 mm
- Genre : Drame psychologique, mélodrame, romance
- Durée :
  - Italie : 113 minutes (1h53)
  - France : 105 minutes (1h45)
  - Allemagne de l'Ouest : 93 minutes (1h33)
- Dates de sortie : 
  - Italie : 28 octobre 1982
  - Belgique : 3 décembre 1982
  - Allemagne de l'Ouest : 27 janvier 1983
  - France : 4 mai 1983

## Distribution
- Ben Gazzara : Dino Romani
- Ornella Muti : Nicole
- Mimsy Farmer : Valeria
- Andréa Ferréol : Stefanutti
- Jean-Claude Brialy : Professeur Martin
- William Berger : Charly
- Consuela Ferrara : Francesca
- Romano Puppo : Toni

## Critiques
D'après Rajko Burchardt dans Kino-Zeit, « Ce qui commençait comme une variation méditerranéenne du Sueurs froides d'Hitchcock se mue progressivement en un mélodrame sans consistance. ». À l'inverse, sur la Filmdatenbank, on considère qu' « il est bien dommage que ce film n'ait pas aujourd'hui le statut de film culte qu'il mérite ».
D'après Rodolphe Gauthier sur Médiapart, cette tragédie serait « le témoignage de l'échec – au moins partiel – du courant « anti-psychiatrique » de l'Ospedale psichiatrico provinciale, qui se situait dans le parc San Giovanni à Trieste ».